# Sociaal netwerk

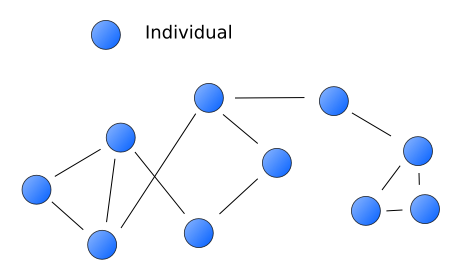
Een voorbeeld van een sociaal-netwerkdiagram

Een sociaal netwerk, dat in het spraakgebruik als 'netwerk' wordt aangeduid, is een netwerk van mensen of groepen mensen, bijvoorbeeld een groep personen die elkaar kennen of organisaties (bedrijven, instellingen) die samenwerken.
Sociale netwerken zijn onderwerp van studie in de sociologie en aangrenzende disciplines. Er zijn verschillende sociale netwerken te onderkennen. In een gezin, school, straatbendes of op een kantoor waar mensen elkaar elke dag zien en spreken, hebben de intensieve sociale contacten een andere invloed dan bijvoorbeeld onder wetenschappers die elkaar een keer per jaar bij een congres zien. Wetenschappelijke studies van sociale netwerken zijn ook interessant voor allerlei organisaties zoals het bedrijfsleven. Als de kennis over het functioneren van sociale netwerken wordt ingezet kan vaker de juiste mens op de juiste plek gezet worden. Samenwerking wordt hierdoor bevorderd en conflicten worden verminderd. Het werkwoord 'netwerken' (tijdens een gelegenheid relaties onderhouden en nieuwe relaties opdoen) is hier ook van afgeleid.

## Netwerkvragen
Om groepsprocessen te onderzoeken, bestuderen sociologen veelal sociale netwerken. Om die netwerken in bijvoorbeeld scholen in kaart te brengen, worden in vragenlijsten alle klasgenoten van een leerling op een rij gezet, waarna wordt gevraagd: wie zijn je beste vrienden? Wie vind je helemaal niet leuk? Door wie word je gepest? Wie is populair? Met deze netwerkvragen kunnen de relaties in een klas in kaart worden gebracht. Leerlingen mogen soms zoveel leeftijdsgenoten nomineren als ze willen; in andere onderzoeken is het aantal nominaties beperkt. 

## Selectie versus invloed
Onderzoekers van sociale netwerken hebben de overeenkomsten in vriendschapsnetwerken onderzocht. De gelijkenis tussen vrienden werd al in de klassieke oudheid vastgesteld. Gelijkenis is een belangrijke basis voor het voortbestaan van vriendschappen. Gelijkenis in eigenschappen, houdingen of gedragingen betekent dat vrienden elkaar sneller begrijpen, gemeenschappelijke interesses hebben om over te praten, beter weten waar ze aan toe zijn, en meer vertrouwen in elkaar hebben. Als gevolg daarvan zijn zulke relaties stabieler en waardevoller. Bovendien maakt meer op elkaar lijken jongeren zelfverzekerder en versterkt het hen in het ontwikkelen van hun identiteit. Gelijkenis in gedrag tussen vrienden kan het gevolg zijn van twee processen: selectie (soort zoekt soort) en beïnvloeding (één rotte appel in de mand maakt de rest tot schand).

## Longitudinale sociale netwerkanalyse
Voor het bestuderen van sociale netwerken over een langere periode is de ontwikkeling van SIENA (Simulation Investigation for Empirical Network Analyses) door Tom Snijders en collega's aan de Rijksuniversiteit Groningen belangrijk. Met dat computerprogramma kan de dynamiek in netwerken en gedrag worden bestudeerd. Longitudinale sociale netwerkanalyse werd mainstream na de publicatie van een themanummer van het tijdschrift Journal of Research on Adolescence in 2013, onder redactie van René Veenstra.